# Camponotus nawai
Camponotus nawai é uma espécie de inseto do gênero Camponotus, pertencente à família Formicidae.